# Crónica general e grand estoria

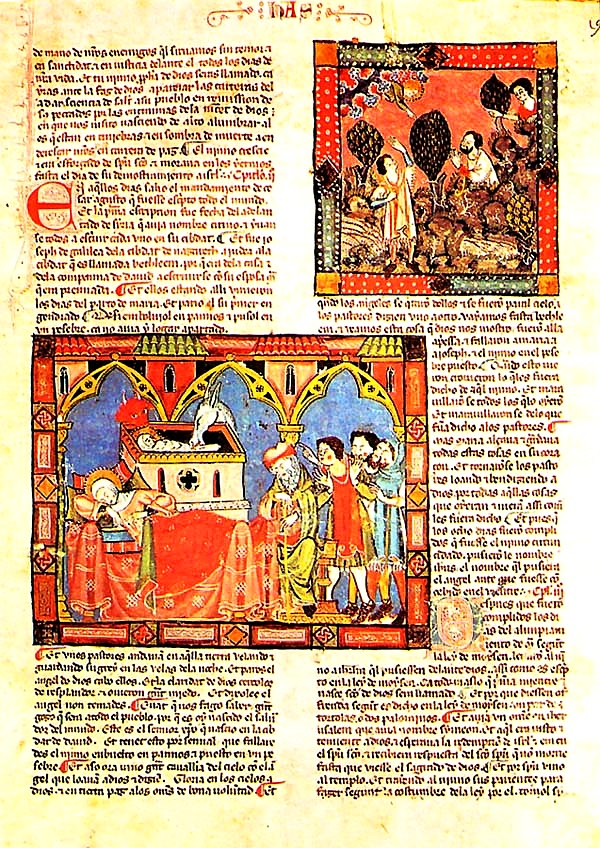
Manuscrit de la Crònica general e grand estoria (còdex de l'Escorial) d'Alfons X el Savi.

La Crónica general e grand estoria és una obra inacabada d'Alfons X el Savi on explica la història del món des dels seus inicis fins al regnat del monarca. La seva intenció era justificar els títols reials.

## Estructura
Es creu que llibre estava dividit en set parts però només es conserven quatre parts senceres, la cinquena a mitges i un esborrany del que hauria estat la sisena. L'estructura general segueix els relats de la Bíblia. Així, la primera part s'inicia amb la Creació del món i arriba fins a Abraham, el primer patriarca. La segona narra els fets del poble jueu fins al rei David, que serveix de pont amb la tercera part, la qual arriba fins a l'exili babiloni, tema que ocupa també la quarta part sencera i el principi de la cinquena. La cinquena part narra els fets de l'Antiga Roma fins al naixement de Crist. Jesús protagonitza els folis de l'esborrany de la sisena part i l'obra queda inacabada.

## El taller historiogràfic
La crònica és el resultat del treball col·lectiu de diversos autors del taller historiogràfic supervisats pel mateix rei. Cada secció estava a cura d'un coordinador general que podia comptar amb l'assessorament d'altres persones, fet que explicaria les diferències d'estil entre els passatges. L'afany de perfecció formal va provocar que casa secció es supervisés i repetís diverses vegades i és probablement el motiu pel qual no es va poder finalitzar l'obra.
Els materials documentals estaven reunits en la seva major part cap al 1270, quan s'inicia la redacció de la crònica. Serveixen per subratllar el caràcter lineal, on un poble té l'imperium o poder sobre els altres fins a arribar a la monarquia castellana. Aquesta connexió entre el llinatge d'Alfons X i els grans líders mundials és un dels propòsits que estructurava la feina de selecció de fonts del taller, que havia de combinar amb el relat bíblic i amb la presència dels episodis més coneguts pel gran públic.